# Diga del Cleuson
La diga del Cleuson è una diga a gravità situata in Svizzera, nel Canton Vallese, nel comune di Nendaz.

## Descrizione
Ha un'altezza di 87 metri e il coronamento è lungo 420 metri. Il volume della diga è di 400.000 metri cubi.
Il lago creato dallo sbarramento, il lac de Cleuson ha un volume massimo di 20 milioni di metri cubi, una lunghezza di 1,4 km e un'altitudine massima di 2186 m s.l.m.
Lo sfioratore ha una capacità di 80 metri cubi al secondo.
Le acque del lago vengono sfruttate dall'azienda Energie Ouest Suisse.

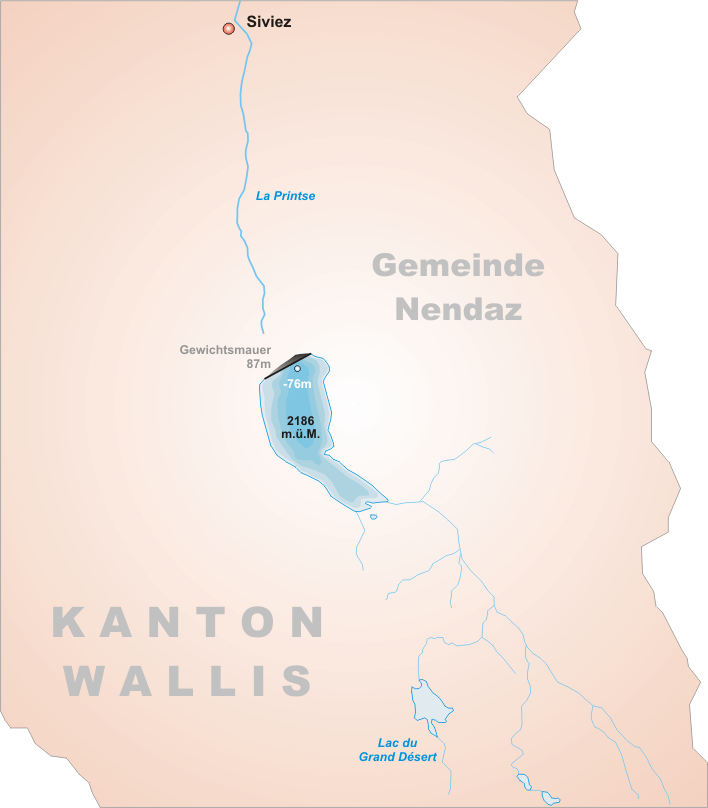
Mappa del lago